# Mohammed Ali El Khider
Mohammed Ali El Khider (Jartum, Sudán, 10 de febrero de 1985) es un exfutbolista de Sudán que jugaba en la posición de defensa central.

## Carrera

### Club
| Periodo   | Club             |
| --------- | ---------------- |
| 2002-2003 | Ombada SC        |
| 2003-2012 | Al-Merrikh SC    |
| 2013-2017 | Al-Ahly Shendi   |
| 2018      | Hay Al-Wadi SC   |
| 2018      | Al-Merrikh Kosti |

### Selección nacional
Jugó para Sudán en 38 ocasiones de 2004 a 2015 y anotó dos goles; participó en la Copa Africana de Naciones 2008 donde anotó el único autogol del torneo en la derrota por 0-3 ante Camerún.

## Logros
- Primera División de Sudán (2): 2008, 2011
- Copa de Sudán (6): 2005, 2006, 2007, 2008, 2010, 2017